# 愛知県道338号花沢桑原線
愛知県道338号花沢桑原線（あいちけんどう338ごう はなざわくわばらせん）は、愛知県豊田市から愛知県岡崎市に至る愛知県の一般県道である。

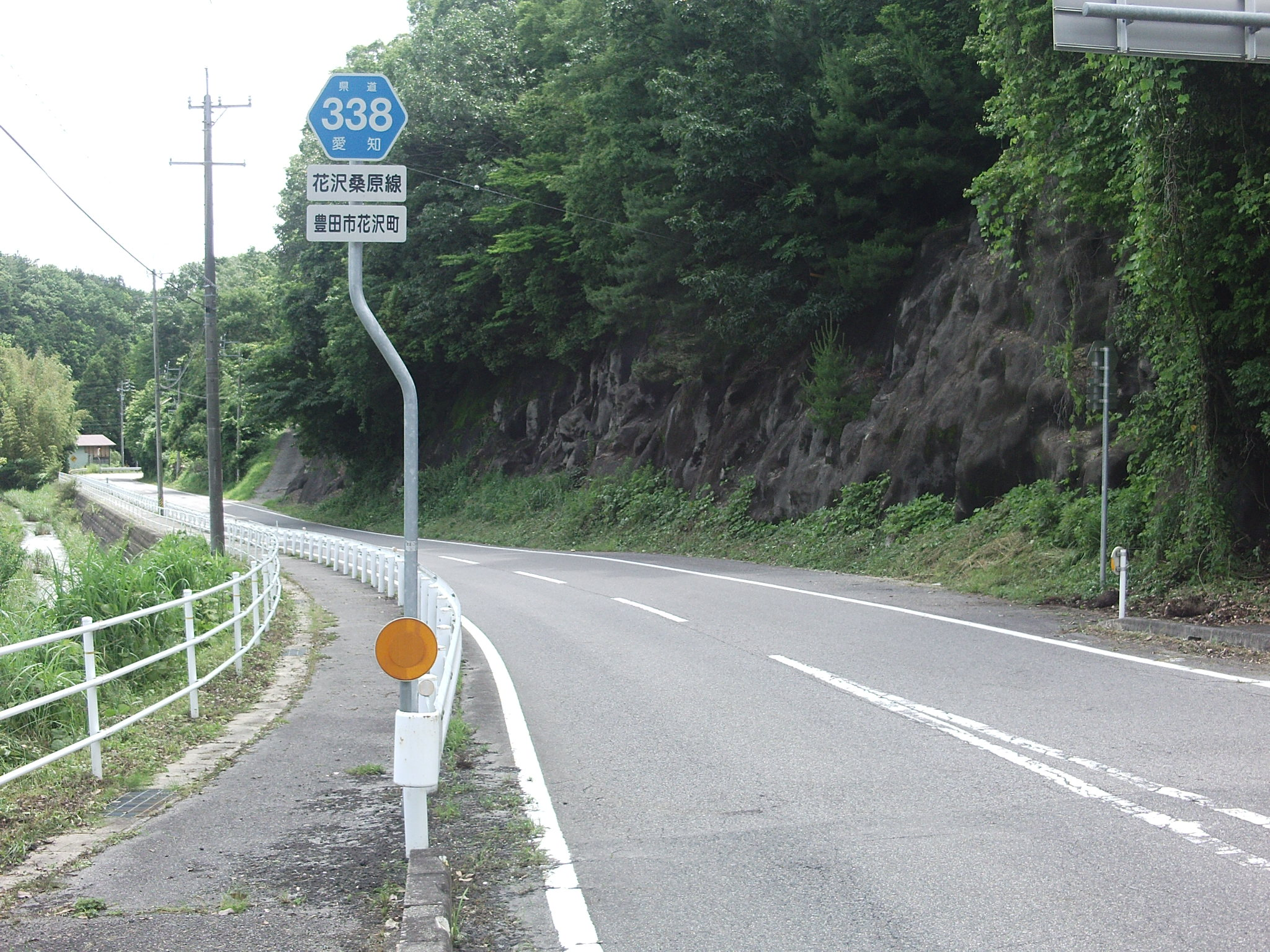
花沢町（起点）。郡界川の北側（旧東加茂郡側）。

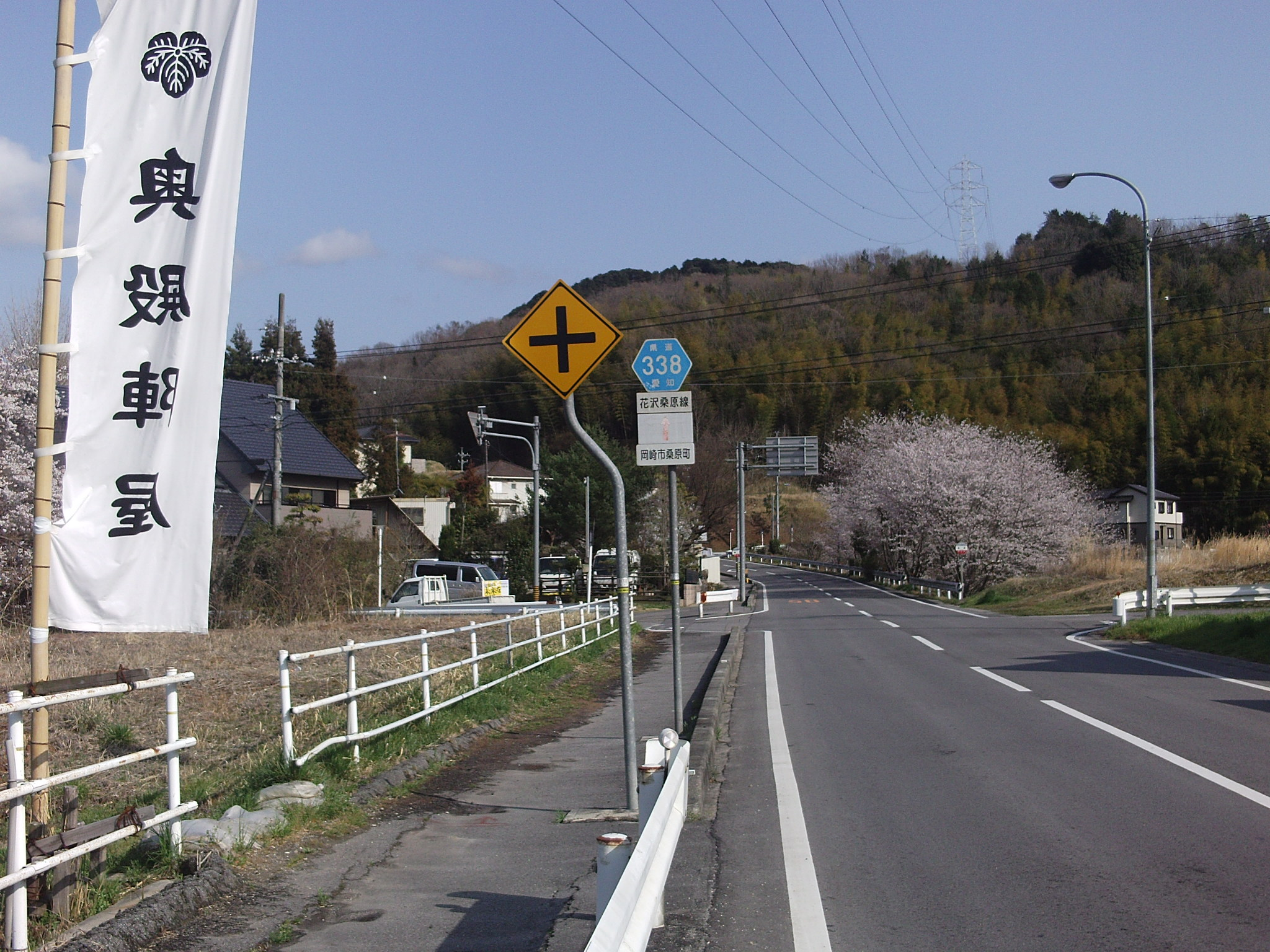
桑原町（終点）。大給の里道と交わる場所。奥殿陣屋はこの先、岡崎市道奥殿花沢線起点の南側にある。

## 概要
旧下山村西端の山間部を起点に、豊田市と岡崎市の境付近を郡界川に沿って西進する道路である。豊田市加茂川町以西では同川の対岸にも愛知県道341号加茂川志賀線が走る。旧跡の奥殿陣屋は岡崎市に所在する。

### 路線データ
- 起点：愛知県豊田市花沢町
- 終点：愛知県岡崎市桑原町

## 沿革
- 1959年12月15日 認定

## 通過する自治体
- 豊田市
- 岡崎市

## 接続路線
- 挙母街道：国道301号（花沢西ノ入交差点）
- 大沼街道：愛知県道339号長沢東蔵前線（豊田市長沢町）
- 愛知県道341号加茂川志賀線（豊田市加茂川町）
- 足助街道：愛知県道39号岡崎足助線（桑原町門立交差点）

## 周辺
- 法徳寺
- 日影ダム
- 専光寺
- 豊田市立滝脇小学校
- 二畳ヶ滝
- 中部電力 岩津水力発電所
- 宮石簡易郵便局 (廃止。郵便ポストのみ設置されている。)
- 岡崎市立奥殿小学校
- 奥殿陣屋

## バス路線
- 名鉄バス：東岡崎 - 奥殿陣屋

## 別名
- 大給の里道（岡崎市）
- 大沼街道（岡崎市、豊田市）